# أنبياء الكتاب المقدس

يجب على المرء أن يميز مفاهيمياً بين الأنبياء بمعنى الكتب النبوية والأفراد الذين يطلق عليهم الأنبياء. 
تتضمن هذه القائمة أنبياء الكتاب المقدس
- الأشخاص الذين يشار إليهم في الكتاب المقدس على أنهم أنبياء أو راؤون اختارهم الله وفوضهم، أو رجال الله، وما إلى ذلك.
- الأشخاص الذين يعتبرون أنبياء (نبيايم)في اليهودية حسب التلمود، حتى لو لم يذكروا صراحة في الكتاب المقدس: إنهم بخط مائل ، يتم إعطاء المقطع التوراتي لذكرهم الأول كأنبياء.
- كتب التناخ، التي تسمى «الأنبياء». يعرض الأنبياء «الأولون» والأنبياء «الآخرون» في التناخ بترتيب ظهورهم وفقًا للشريعة اليهودية في الكتاب المقدس.
- يُسرد أنبياء العهد الجديد أبجديا.
- لم يسرد الأشخاص التوراتيين الذين يسمون «الأنبياء الكذبة».

## تناخ أو العهد القديم
التوراة (10 أنبياء)
1. ساره (أم نسب) . تك 11: 29
2. إبراهيم. تك 20 : 7، مز 105: 15
3. إسحاق. مز 105: 15
4. يعقوب. مز 105: 15
5. موسى. خر 3 ؛ تث 18: 15
6. فينحاس . خر 6: 26
7. هارون/ آرون. خر 7: 1
8. مريم. خر 15: 20
9. يشوع بن نون . خر 17: 9
10. بلعام . عد 22: 9

«الأنبياء الأولون»

- سفر القضاة
  1. دبوره. قض 4: 4

- سفر صموئيل الأول والثاني
  1. القانة. 1 صم 1: 1
  2. حنة . 1 صم 1: 2
  3. عالي . 1 صم 1: 9
  4. صموئيل. 1 صم 20:1
  5. جاد. 1 صم 22: 5، 2 صم 24: 11
  6. ناتان. 2 صم 7: 2
  7. داود . 1 صم 16: 1
  8. ابيجايل. 1 صم 25: 3
  9. سليمان . 2 صم 12: 24

- لسفر الملوك الأول والثاني
  1. اخيا الشيلوني. 1 مل 11: 29
  2. شمعيا . 1 مل 12: 22
  3. ياهو . 1 مل 16: 1
  4. حناني، والد ياهو . 1 مل 16: 1
  5. إيليا . 1 مل 17: 1
  6. عوبديا . 1 مل 18: 3
  7. اليشع. 1 مل 19: 16
  8. ميخا بن يملة. 1 مل 22: 8
  9. خلدة. 2 مل 22: 14
  10. يونان بن امتاي. 2 مل 14: 25. يون 1: 1

- سفر الأخبار الأول والثاني
  1. هيمان. 1 أخ 25: 5،
  2. يعدو. 2 أخ 9: 29
  3. عزريا بن عوديد. 2 أخ 15: 1
  4. عوديد، أب عزريا. 2 أخ 15: 1
  5. يحزيئيل بن زكريا . 2 أخ 20: 14
  6. إليعازر، ابن دوداوا . 2 أخ 20: 37
  7. عوديد (ثاني). 2 أخ 28: 9
  8. اساف. 2 أخ 29: 30
  9. يدوتون. 2 أخ 35: 15،

- سفر ارميا
  1. اوريا بن شمعيا. إر 26: 20- 23

- سفر استير
  1. استير . أس 2: 7
  2. مردخاي . أس 2: 7

«الأنبياء الآخرون»
1. إشعياء (بروتو إشعياء) (واحد من الأنبياء الأربعة الكبار في التناخ)

- زوجة إشعياء. إش 8: 3

- دويتو إشعيا

- تريتو إشعيا

1. ارميا (واحد من الانبياء الاربعة الكبار في التناخ)

- اوريا ابن شمعيا. إر 26.20

- باروخ، ابن نيريا. إر 12.32

- نيريا، والد باروخ. إر 12.32

- سرايا، ابن نيريا. إر 59.51

- محسيا، أب نيريا. إر 59.51

1. حزقيال (واحد من الأنبياء الأربعة الكبار في التناخ)

- كتاب الأنبياء الاثني عشر (الأنبياء الصغار):
  1. هوشع
  2. جويل
  3. عاموس
  4. عوبديا
  5. يونان
  6. ميخا
  7. ناحوم
  8. حبقوق
  9. زيفانيا
  10. حجي
  11. زكريا
  12. ملاخي

في المسيحية ولكن ليس في التقاليد اليهودية يعتبر نبيا

1. دانيال (واحد من الأنبياء الأربعة الكبار في التناخ)

## العهد الجديد
مذكورين بالاسم

1. أغابوس. أع 11: 28، أع 21: 10
2. برنابا، أع 13: 1
3. حنة. لو 2: 36- 38
4. يسوع الناصري. مر 6: 4، وانظر مر 6: 14، ما هر شدو، مت 21: 11، مت 23: 37، لو 4: 24، لو 11: 47، لو 13: 34، لو 14: 19، يو 4: 44،
5. يوحنا المعمدان. مر 1: 2- 4
6. يوحنا البطمسي. رؤ 22: 9
7. يهوذا بارساباس. أع 15: 32
8. لوكيوس القيرواني. أع 13: 1
9. مناين. أع 13: 1
10. فيليبس. أع 8: 26
11. سيلا. أع 15: 32
12. سمعان. لو 2: 25- 35
13. سمعان نيجر. أع 13: 1
14. زكريا. لو 1: 67- 79

لم يذكروا  بالاسم

- بنات فليبس الأربع. أع21: 8 وما يليها
- البنات والبنين. أع 2: 17 وما يليها

أشخاص من العهد القديم سموا أنبياء في العهد الجديد فقط

- هابيل. لو 11: 50 وما يليها
- أخنوخ يه 1: 14

## ادعوا النبوة ما بعد الكتاب المقدس
- مارغريت كوملا

## روابط الويب
- Shamash.org: سؤال 12.11: من هم الأنبياء؟ كم؟ (الإنجليزية)
- اليهودية 101: الأنبياء والنبوة (إنجليزي)